# Штаккелиц
Штаккелиц (нем. Stackelitz) — деревня в Германии, в земле Саксония-Анхальт, входит в район Виттенберг в составе городского округа Косвиг.
Население составляет 177 человек (на 15 сентября 2010 года). Занимает площадь 17,58 км².

## История
Первое упоминание о поселении относится к 1213 году.
В 2 км к северу расположена заброшенная деревня Шлезен, построенная в XII веке.
1 января 2010 года, после проведённых реформ, Штаккелиц вошёл в состав городского округа Косвиг в качестве района.

## Галерея

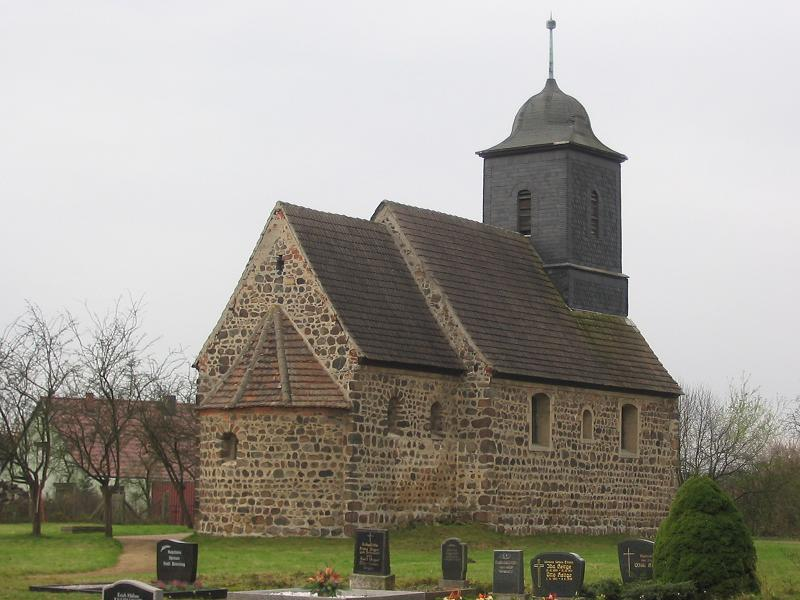
Церковь в Штаккелиц
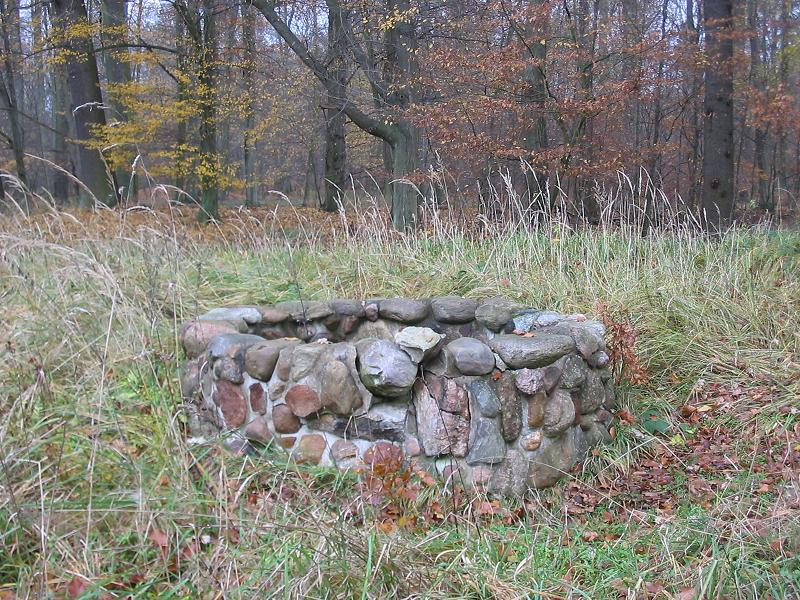
Колодец в заброшенной деревне